# 26183 Henrigodard
26183 Henrigodard este un asteroid din centura principală de asteroizi.

## Descriere
26183 Henrigodard este un asteroid din centura principală de asteroizi. A fost descoperit pe 17 aprilie 1996 la Observatorul La Silla de Eric Walter Elst. Asteroidul prezintă o orbită caracterizată de o semiaxă mare de 2,85 ua, o excentricitate de 0,09 și o înclinație de 2,7° în raport cu ecliptica.